# 대둔산공용버스터미널
대둔산공용버스터미널은 전라북도 완주군 운주면 산북리에 위치했던 시내, 농어촌버스 터미널이였다.
지상 2층, 지하 1층으로 이루어져 있다. 대둔산도립공원의 중심 터미널 역할을 하고 있으며, 서대전, 전주, 익산, 군산, 금산에서 시외버스가 운행했으나,
현재 대둔산공용버스터미널은 영업, 운행 중단으로 패쇄되었다.

## 운행 노선
- 아래의 노선은 폐지되었다.

### 시내버스
- 과거에는 논산시의 시내버스인 315번 버스가 이 곳까지 운행하였으나 지금은 운주정류장까지로 단축되어 운행을 하지 않는다.

### 농어촌버스
- 대둔산-운주: 대둔산-산북-운주 (일부는 신복마을을 경유하며 또 일부는 고산, 전주까지 운행한다.)

## 같이 보기
- 시민여객
- 전주시청 교통안내[깨진 링크(과거 내용 찾기)]